# Hotel Riu Plaza Guadalajara
A Hotel Riu Plaza Guadalajara nevű szálloda Guadalajara legmagasabb és egész Mexikó egyik legmagasabb felhőkarcolója.

## Története
Az épület alapozását 2009 márciusában kezdte meg a Grupo Citemex: ennek során 113 darab, 0,6 és 2 méter közti átmérőjű cölöpöt ástak be 10–15 méter mélyen. A további építést a Montecarlo Construcción y Mobiliario S.A. de C.V. végezte, a beruházó a spanyol RIU Hotels & Resorts volt: ez volt a szállodalánc első olyan építménye, ami nem valamilyen tengerparton, hanem egy város belsejében épült fel.
2011. február 16-án reggel fél kilenc körül az építés alatt álló torony alsó részén egy rövidzárlat miatt felrobbant egy PB- és egy oxigénpalack. A baleset során két munkás életét vesztette, 27 további pedig megsérült. A keletkezett tüzet 35 perc alatt eloltották ugyan, és a szerkezetben sem esett jelentős kár, de az építkezést egy időre ezután felfüggesztették. Az elkészült szálloda felavatására néhány hónappal a Guadalajarában megrendezett pánamerikai játékok megnyitása előtt, 2011. június 17-én került sor.

## Képek

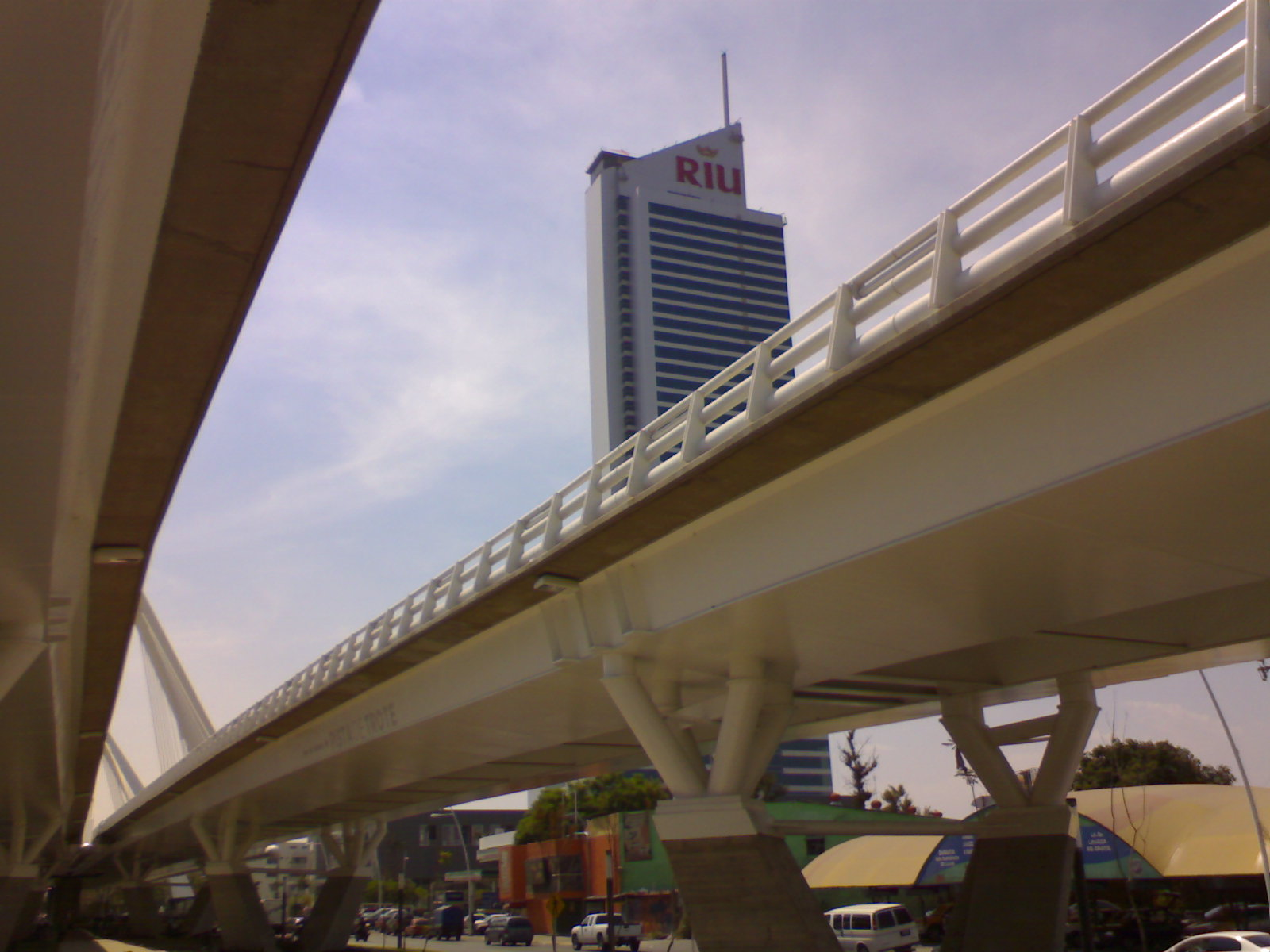
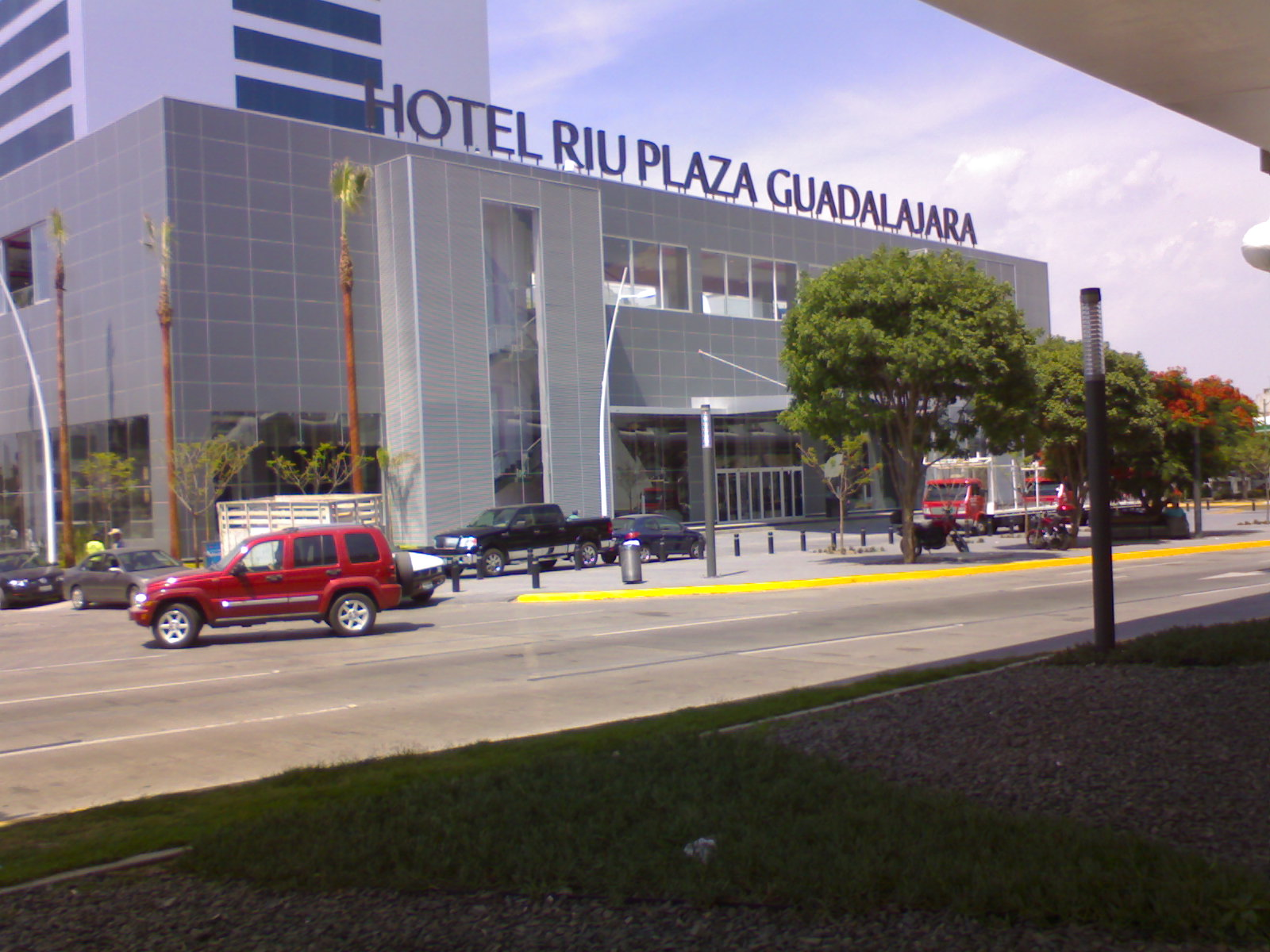

## Az épület
A Hotel Riu Plaza Guadalajara az antennával együtt 204 méter magas, a tetején található helikopterleszálló 166 méteres magasságban található. A földszint felett 44, az alatt 3 szintje van, összesen 558 lakószoba helyezkedik el benne (közte két elnöki lakosztály), de van itt több vengédlő, bár, szolárium, szépszég- és masszázsszalon, külső úszómedence, edzőterem, valamint 16 konferenciaterem összesen 1700 fő befogadóképességgel.